# Centurion (Film)
Centurion (Alternativtitel: Centurion – Fight or Die) ist ein Historienfilm aus dem Jahr 2010, dessen Handlung das Schicksal der Neunten Römischen Legion in Britannien thematisiert.

## Handlung
117 n. Chr.: Der römische Centurio Quintus Dias ist in einem römischen Außenposten in Britannien an der Grenze zum Land der Pikten stationiert. Eines Nachts werden die Männer der Grenzgarnison von den Bewohnern des Nordens Britanniens überfallen. In einem blutigen Gemetzel werden mit Ausnahme von Dias alle römischen Soldaten getötet. Nur er, welcher der Sprache der Pikten mächtig ist, wird verschont und als Gefangener in das Lager des Piktenkönigs Gorlacon verschleppt. Hier wird er gefoltert und in einen Kerker geworfen. Doch Dias kann entkommen. Mit gefesselten Armen und nacktem Oberkörper flieht er über die Berge in Richtung der römischen Garnison, verfolgt von den Pikten, die ihn schließlich einholen. Kurz bevor sie ihn töten können, wird der Trupp Pikten von römischen Soldaten überrascht, die Quintus befreien. Die Römer führt der General Titus Flavius Virilus an. Dieser hat von Statthalter Agricola den Auftrag erhalten, mit der Neunten Legion den Widerstand der Pikten nach fast 30 Jahren des Patt-Zustandes endgültig zu brechen und ihm ihren Anführer Gorlacon in Ketten zu bringen. Die Legion wird dabei von der stummen Etain angeführt, einer vermeintlich mit Rom sympathisierenden Piktin. Doch wie man später erfährt, erlebte sie als Kind die Grausamkeit von Römern, die ihr Dorf überfielen. Ihr Vater wurde geblendet, ihre Mutter und sie vergewaltigt, ihre Zunge herausgeschnitten, um nichts berichten zu können. In einem anderen Piktendorf wuchs sie auf und sinnt seit da auf Rache an den Römern.
Dias schließt sich Virilus und der Neunten an. Doch es kommt anders als geplant: Etain führt die Männer in einen Hinterhalt. In dem anschließenden Gemetzel werden die 3000 römischen Soldaten von den Pikten abgeschlachtet, Virilus wird gefangen genommen. Nur Dias und einige andere entkommen. Mit dem Griechen Leonidas, dem Nubier Macros, dem Koch Tarak und einer Handvoll weiterer Soldaten macht sich Dias auf, Virilus zu befreien. Er führt die Männer in das Lager der Pikten, aus dem er selbst erst vor kurzem fliehen konnte. Es gelingt ihnen zwar, des Nachts Virilus zu finden, doch ein Trupp heimkehrender Pikten und die unlösbaren Ketten machen Virilus' Befreiung unmöglich. Virilus nimmt Dias das Versprechen ab, dass er die Hinterbliebenen zurück nach Hause bringt. Gleichzeitig begeht der römische Soldat Thax einen großen Fehler, indem er eigenmächtig Gorlacons Sohn tötet, damit dieser nicht durch sein Geschrei seinen Vater auf die Römer aufmerksam machen kann. Gorlacon schwört bittere Rache an den Mördern. Am nächsten Tag wird der geschwächte Virilus in einen ungleichen Zweikampf auf Leben und Tod gegen „die schöne Wölfin“, wie er Etain nennt, gedrängt, von ihr besiegt und getötet. Danach befiehlt Gorlacon Etain, mit einem Trupp Pikten-Soldaten die Verfolgung von Dias und seinen Männern aufzunehmen und ihm ihre Köpfe zu bringen.
Trotz deren großen Vorsprungs gelingt es der Fährtenleserin, Dias und seine Männer rasch einzuholen. Als erster wird Tarak von zwei Pfeilen der Piktin Aeron getötet, nachdem er sich beim Stolpern auf der Flucht das Bein gebrochen hat. Als Leonidas nach ihrem gemeinsamen Sprung von einer Klippe angeschlagen ist, bleibt Bothos bei dem Jungen, während Dias und Brick in das Lager der Pikten eindringen, um ihre Verfolger zu dezimieren, treffen dort aber nur auf zwei mäßig bewaffnete Soldaten. Einer dieser Männer legt bei Quintus Zeugnis über den Grund der Jagd auf die Römer ab, während ihm bereits ein Messer im Leib steckt. Gleichzeitig überfallen Etain und ihre Männer Leonidas und Bothos, wobei der geschwächte Grieche getötet und anschließend von Etain enthauptet wird. Bothos wird von einem Pfeil Aerons ins Bein getroffen. Centurio Dias, Brick und Bothos schleppen sich weiter und erreichen eine Hütte im Wald. Hier lebt die junge Arianne, eine Piktin, die einst von ihrem Stamm verstoßen wurde, da man sie der Hexerei beschuldigte. Sie gewährt den verfolgten Soldaten Schutz und die Wärme ihres Feuers. Auch bietet sie Unterschlupf vor Etain und ihren Männern und rettet unter Einsatz ihres Lebens die Römer.
In der Zwischenzeit versuchen Thax und Macros, die nach dem Sprung von der Klippe in wilden Stromschnellen von der Gruppe getrennt worden waren, einem Rudel Wölfe zu entkommen. Der schwächere Läufer Thax verwundet Macros an der Wade, um selbst zu entkommen, während dem Nubier ein aussichtsloser Kampf gegen die hungrigen Wölfe bevorsteht.
Nach zwei Tagen bei Arianne nehmen Quintus, der sich indes in Arianne verliebt hat, Brick und Bothos ihre Reise wieder auf und erreichen die vermeintlich rettende Garnison der Römer, welche sich lediglich zwei Tagesmärsche südlich der Behausung der einsamen Frau befindet. Doch ist dieses verlassen, da Agricola den Befehl zum Rückzug gab. Plötzlich erscheint Etain mit ihrem Trupp. In einem letzten Gefecht werden die Pikten schließlich trotz Überzahl geschlagen, und Etain wird von Quintus Dias getötet. Zuvor fällt Brick in der blutigen Schlacht durch einen von Etain geschleuderten Speer. In der kommenden Nacht stößt Thax auf Quintus und Bothos. Bald ahnt Quintus, dass es Thax war, der den Mord an dem Königssohn begangen und damit die blinde Wut der Pikten auf sie gezogen hat. Am kommenden Tag erreichen die Männer einen Grenzwall, den die Römer gerade errichten. Thax bedroht daraufhin Dias mit einem Schwert und beschwört ihn, nichts vom Mord an dem Jungen seinen Vorgesetzten zu berichten. In einem kurzen, erbitterten Gefecht muss Dias Thax töten. Entsetzt muss er dann mit ansehen, wie Bothos von einem römischen Bogenschützen getötet wird, da er die fellerne Bekleidung der Pikten trug und so mit dem Feind verwechselt wurde.
Dias, der einzige Überlebende der stolzen Neunten Legion, tritt nun dem Statthalter Agricola gegenüber. Dieser ist entsetzt. In einem Gespräch mit seinen Generälen beschließt Agricola, die Schmach so schnell wie möglich vergessen zu machen und ordnet an, die Neunte Legion aus allen Aufzeichnungen zu streichen. Auf seinen Befehl hin reicht seine Frau Drusilla Dias Wein. Doch bevor zwei Soldaten Dias als letzten Zeugen der Schande der Neunten Legion beseitigen können, wehrt er sich und tötet seine ehemaligen Kameraden. Von seiner Wunde geschwächt und über die Behandlung durch die römische Militärführung erbittert, reitet er in den Wald zu Arianne zurück. Er fällt vor ihren Augen vom Pferd. Es ist aber gewiss, dass Dias überlebt, da der Film mit den Worten „Mein Name ist Quintus Dias. Ich bin ein Flüchtling Roms, und dies ist weder der Anfang noch das Ende meiner Geschichte“ endet.

## Hintergrundinformationen
Die Dreharbeiten des Films fanden 2009 statt; er wurde in Schottland und England gedreht.
Centurion ist nach 300 der zweite Film, in dem Dominic West und Michael Fassbender zusammen spielen. Auch Ulrich Thomsen und Olga Kurylenko spielten bereits in Hitman zwei Nebenrollen.
Auf Historizität achtete man nicht; nicht einmal der Name des Hauptcharakters, „Quintus Dias“, entspricht den römischen Gepflogenheiten. Während mit Quintus immerhin ein übliches der nur wenigen praenomina verwendet wurde, fehlt der bei römischen Bürgern (und nur sie dienten in den Legionen) zwingend vorhandene Gentilname, der praktisch immer auf -ius endet. Als Sohn eines Freigelassenen müsste Dias den Gentilnamen des früheren Eigentümers seines Vaters tragen. Dias ist ein zumindest sehr ungewöhnliches cognomen, der Beiname und dritte Bestandteil römischer Namen. „Titus Flavius Virilus“ ist hingegen ein korrekter römischer Name, der auch in die Zeit der Handlung passt; doch ist dies gewiss Zufall, denn weitere Namen sind falsch, so etwa „Ubriculius“. Weder wurden Namen von der Mutter vergeben, noch konnte ein Gentilname in dieser Form vergeben werden. Den Rang eines „Generals“ gab es beim römischen Militär nicht, ebenso wenig wurden die Soldaten durch Köche versorgt, sie mussten für sich selbst kochen. Die im Film sowohl von Pikten als auch von Römern benutzten Steigbügel waren damals unbekannt. Die Legionäre werden mit relativ kurzen Lanzen gezeigt, in Wahrheit waren sie mit filigraneren, rein als Wurfspeer verwendeten Pila ausgestattet.
Agricola, der Schwiegervater des Historikers Tacitus, war nicht 117 n. Chr., sondern etwa 30 Jahre früher Statthalter in Germanien; und die Neunte Legion ging auch nicht, wie man früher annahm, um 120 n. Chr. in Britannien unter, sondern wurde wahrscheinlich um 130 n. Chr. auf das Festland verlegt. Außerdem wurde mit dem Bau des Hadrianswalls frühestens 120 n. Chr. begonnen, nicht bereits 117 n. Chr.

## Synchronisation
Die Synchronsprecher für die deutsche Fassung sind.
| - Quintus Dias: Norman Matt - Titus Flavius Virilus: Thomas Wenke - Brick: Andreas Borcherding - Bothos: Gudo Hoegel - Thax: Philipp Brammer - Arianne: Shandra Schadt | - Gorlacon: Walter von Hauff - Julius Agricola: Fred Maire - Septus: Thomas Albus - Maximus: Matthias Kupfer - Druzilla: Petra Einhoff |

## Sonstiges
Ebenfalls Bezug auf die neunte Legion nehmen die Filme Die letzte Legion aus dem Jahr 2007 und Der Adler der neunten Legion aus dem Jahr 2011.

## Kritiken
„Das blutige Abenteuer hält sich nicht mit Charakterzeichnung auf, fesselt aber durch suggestive Bilder. Der Horrorspezi Marshall zeigt das antike Britannien als ein grimmiges Land aus Nebel und Kälte, in dem der Boden mit dampfendem Blut gedüngt wird. Fazit: Brutal, aber fesselnd: Action ohne Gnade.“

„Nach der eher durchwachsenen ‚Mad Max‘-Hommage ‚Doomsday‘ ist Neil Marshall (‚The Descent‘) in seinem brutalen Römer-Epos wieder ganz in seinem Element. Eher mit ‚Gladiator‘ oder ‚300‘ vergleichbar als mit dem nahe liegenden ‚King Arthur‘, nutzt Marshall die historische Prämisse für ein Survival-Spektakel der derben Art, in dem den großartigen Hauptdarstellern Michael Fassbender, Olga Kurylenko und Dominic West immer noch genügend Raum bleibt, schauspielerische Akzente zu setzen.“